# Annonay-Sud (tổng)
Tổng Annonay-Sud là một tổng của Pháp nằm ở tỉnh Ardèche trong vùng Rhône-Alpes.

## Hành chính
Canton renouvelé en 2004, renouvelable en 2010.
| Giai đoạn        | Ủy viên               | Đảng | Tư cách                                                                     |
| ---------------- | --------------------- | ---- | --------------------------------------------------------------------------- |
| depuis mars 1998 | Jean-Claude Tournayre | PS   | Thị trưởng Annonay từ năm 1997 đến 2001, ủy viên đô thị từ tháng 3 năm 2008 |

## Các đơn vị hành chính
Tổng Annonay-Sud bao gồm 9 xã với dân số 14 283 người (điều tra năm 1999, dân số không tính trùng).
| Xã                   | Dân số | Mã bưu chính | Mã insee |
| -------------------- | ------ | ------------ | -------- |
| Annonay (1)          | 6 598  | 07100        | 07010    |
| Monestier            | 65     | 07690        | 07160    |
| Roiffieux            | 2 453  | 07100        | 07197    |
| Saint-Julien-Vocance | 241    | 07690        | 07258    |
| Talencieux           | 772    | 07340        | 07317    |
| Vanosc               | 767    | 07690        | 07333    |
| Vernosc-lès-Annonay  | 1 679  | 07430        | 07337    |
| Villevocance         | 1 089  | 07690        | 07342    |
| Vocance              | 619    | 07690        | 07347    |

(1) một phần xã.

## Thông tin nhân khẩu
| 1962                                                     | 1968 | 1975 | 1982 | 1990 | 1999   |
| -------------------------------------------------------- | ---- | ---- | ---- | ---- | ------ |
| -                                                        | -    | -    | -    | -    | 14 283 |
| Nombre retenu à partir de 1962 : dân số không tính trùng |      |      |      |      |        |